# Eleccions locals unificades del Japó de 1967
Les eleccions locals unificades del Japó de 1967 (第6回統一地方選挙, dai-rokkai tōitsu chihō senkyo) van ser unes eleccions de caràcter local celebrades en abril de 1967 al Japó. Aquestes van ser les sisenes eleccions locals democràtiques des dels seus inicis en 1947. A les eleccions a governador, alcalde i assemblees municipals van guanyar les candidatures independents, a les eleccions prefecturals va ser el Partit Liberal Democràtic qui resultà guanyador. No obstant això, el PLD va retrocedir una mica en representació i vot municipal a favor del PSJ i els comunistes i els demobudistes van tindre un fort creixement.

## Resultats

### Governadors prefecturals
| Prefectura | Governador antic    | Partit | Partit                     | Governador electe   | Partit | Partit                    |
| ---------- | ------------------- | ------ | -------------------------- | ------------------- | ------ | ------------------------- |
| Hokkaido   | Kingo Machimura     |        | Partit Liberal Democràtic  | Kingo Machimura     |        | Partit Liberal Democràtic |
| Iwate      | Tadashi Chida       |        | Independent                | Tadashi Chida       |        | Independent               |
| Akita      | Yūjirō Obata        |        | Independent                | Yūjirō Obata        |        | Independent               |
| Ibaraki    | Nirō Iwakami        |        | Independent                | Nirō Iwakami        |        | Independent               |
| Chiba      | Taketo Tomonō       |        | Partit Liberal Democràtic  | Taketo Tomonō       |        | Partit Liberal Democràtic |
| Tòquio     | Ryōtarō Azuma       |        | Independent                | Ryōkichi Minobe     |        | Independent               |
| Kanagawa   | Iwatarō Uchiyama    |        | Independent                | Bungo Tsuda         |        | Independent               |
| Fukui      | Eizō Kita           |        | Partit Liberal Democràtic  | Heidayū Nakagawa    |        | Independent               |
| Nagano     | Gonichirō Nishizawa |        | Independent                | Gonichirō Nishizawa |        | Independent               |
| Mie        | Satoru Tanaka       |        | Independent                | Satoru Tanaka       |        | Independent               |
| Osaka      | Gisen Satō          |        | Partit Liberal Democràtic  | Gisen Satō          |        | Partit Liberal Democràtic |
| Wakayama   | Shinji Ono          |        | Partit Liberal Democràtic  | Masao Ohashi        |        | Partit Liberal Democràtic |
| Shimane    | Chōemon Tanabe      |        | Partit Liberal Democràtic  | Chōemon Tanabe      |        | Partit Liberal Democràtic |
| Fukuoka    | Taichi Uzaki        |        | Partit Socialista del Japó | Hikaru Kamei        |        | Independent               |
| Saga       | Sunao Ikeda         |        | Independent                | Sunao Ikeda         |        | Independent               |
| Oita       | Kaoru Kinoshita     |        | Independent                | Kaoru Kinoshita     |        | Independent               |
| Miyazaki   | Hiroshi Kuroki      |        | Independent                | Hiroshi Kuroki      |        | Independent               |
| Kagoshima  | Katsushi Teruzono   |        | Independent                | Saburō Kanemaru     |        | Partit Liberal Democràtic |

### Assemblees prefecturals
Es presenten els resultats globals de les assemblees prefecturals que van fer eleccions aquell dia:
| Partits | Partits                            | Vots       | %  | Diputats |
| ------- | ---------------------------------- | ---------- | -- | -------- |
|         | Partit Liberal Democràtic (PLD)    | 17.306.847 | ND | 1.450    |
|         | Partit Socialista del Japó (PSJ)   | 7.979.667  | ND | 533      |
|         | Independents (IND)                 | 6.020.136  | ND | 322      |
|         | Partit Democràtic Socialista (PDS) | 1.724.907  | ND | 98       |
|         | Kōmeitō (KMT)                      | 1.241.440  | ND | 84       |
|         | Partit Comunista del Japó (PCJ)    | 1.486.471  | ND | 37       |
|         | Partits locals                     | 251,511    | ND | 24       |

### Alcaldes (2 ciutats)
Alcaldes electes de les dues ciutats més poblades del Japó:
| Municipi | Alcalde antic  | Partit | Partit                     | Alcalde electe | Partit | Partit                     |
| -------- | -------------- | ------ | -------------------------- | -------------- | ------ | -------------------------- |
| Yokohama | Ichiwo Asukata |        | Partit Socialista del Japó | Ichiwo Asukata |        | Partit Socialista del Japó |
| Osaka    | Kaoru Chūma    |        | Independent                | Kaoru Chūma    |        | Independent                |

### Alcaldes
Es presenten els resultats per candidatura dels alcaldes que es presentaren aquell dia a les eleccions amb l'exccepció dels de Yokohama i Osaka i els 23 districtes especials de Tòquio:
| Partits | Partits                          | Vots      | %  | Alcaldes |
| ------- | -------------------------------- | --------- | -- | -------- |
|         | Independents (IND)               | 9.222.421 | ND | 1.086    |
|         | Partit Liberal Democràtic (PLD)  | 1.125.635 | ND | 44       |
|         | Partit Socialista del Japó (PSJ) | 1.147.014 | ND | 16       |
|         | Partit Comunista del Japó (PCJ)  | 430.026   | ND | 1        |
|         | Partits locals                   | 3.154     | ND | 0        |

### Assemblees municipals
En aquesta taula s'inclouen els membres de les assemblees municipals de tots els municipis i els districtes especials de Tòquio, sense distinció de rang:
| Partits | Partits                            | Vots       | %  | Regidors |
| ------- | ---------------------------------- | ---------- | -- | -------- |
|         | Independents (IND)                 | 19.100.838 | ND | 33.174   |
|         | Partit Liberal Democràtic (PLD)    | 6.108.616  | ND | 2.606    |
|         | Partit Socialista del Japó (PSJ)   | 3.820.192  | ND | 2.156    |
|         | Kōmeitō (KMT)                      | 2.283.854  | ND | 1.024    |
|         | Partit Comunista del Japó (PCJ)    | 1.477.889  | ND | 892      |
|         | Partit Democràtic Socialista (PDS) | 1.144.554  | ND | 390      |
|         | Partits locals                     | 86.103     | ND | 32       |